# Hanomag-Nachrichten
Hanomag-Nachrichten titelte eine von der Hannoverschen Maschinenbau Actien-Gesellschaft, vormals Georg Egestorf, kurz Hanomag, genannte Zeitschrift, die im Eigenverlag in Hannover-Linden herausgegeben wurde. Die monatliche Publikation erschien in der Zeit des Deutschen Kaiserreichs im Jahr 1913 bis in die Weimarer Republik im Jahr 1927. Die italienisch- und die spanischsprachigen Ausgaben erschienen als Revista de la Hanomag. Während des Ersten Weltkrieges erschien das deutschsprachige Blatt von 1914 bis 1918 zudem als „Kriegsbeilage“, konnte aber auch selbst Kriegsbeilagen enthalten. So enthielt beispielsweise das Heft 6 des 3. Jahrgangs vom Juni 1916 ursprünglich eine eigene Kriegsbeilage in dem von der Göhmannschen Buchdruckerei gedruckten 16-seitigen Heft mit den fortlaufenden Seitennummern von 97 bis 112.

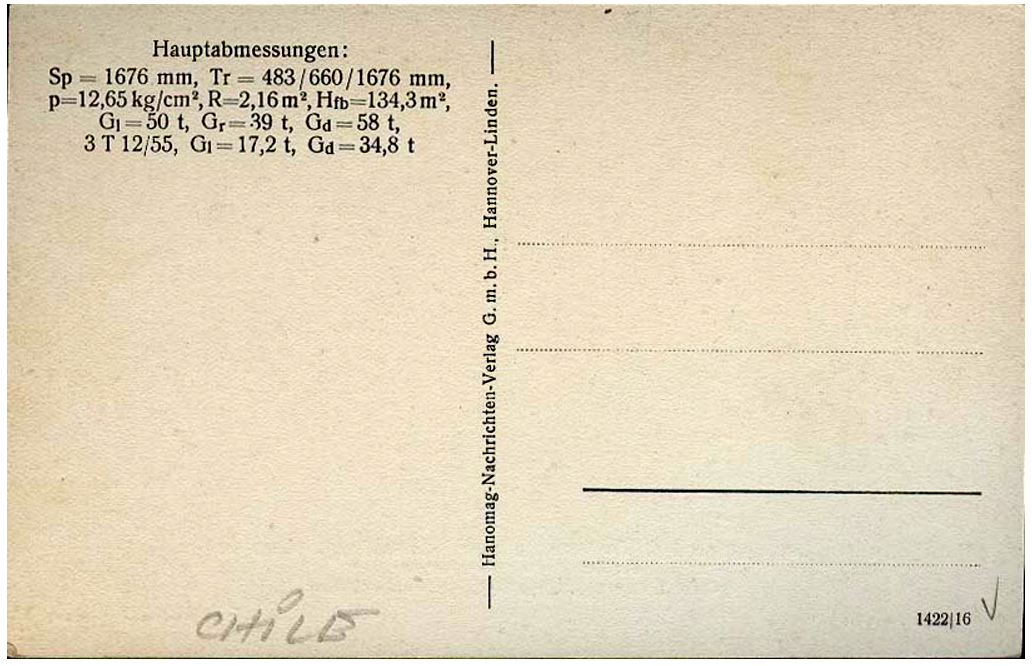
Ansichtskarte (Revers) aus dem Hanomag-Nachrichten-Verlag

Die Werkzeitschrift der Hanomag war in Deutschland für 3 Mark bei freier Zustellung, im Gebiet des Weltpostvereins für 4,50 Mark auch in fremder Währung oder im Gegenwert von Briefmarken frei erhältlich. Laut dem Hamburger Verein der Freunde der Eisenbahn sollen die Hanomag-Nachrichten – ebenso wie Ansichtskarten von Hanomag – beim Hanomag-Nachrichten-Verlag erschienen sein.

## Faksmile

### Heft 6 von 1916
Das Heft 6 von 1916 erschien im Sammelwerk Hannover Archiv als „Faksimile 1985 – Archiv Verlag – Braunschweig“. Der von dem Oberbauingenieur Paul Schutte verfasste Bericht Nr. 16 behandelte „Die Wasserversorgung der Stadt Hannover“, eine Fortsetzung aus den Hanomag-Nachrichten-Heften 2 und 3 desselben Jahrganges. Dieser Teil, auf jeder Seite mit von Hanomag nummerierten Fotografien, technischen Zeichnungen, Grafiken oder beispielsweise einer Zeichnung mit der Künstlersignatur von Emil-Werner Baule illustriert, widmete sich insbesondere dem Pumpwerk in Ricklingen. Für dieses in schlossähnlich errichteter Industriearchitektur der frühen Gründerzeit hatte die Hanomag – text- und bildhaft dokumentiert – die Maschinen- und Kesselanlagen, Wasserpumpen, Dampfmaschinen und Aggregate geliefert.
Die beiden letzten Seiten von Heft 6 von 1916 enthalten im Bericht Nr. 17 „Kleine Mitteilungen“, etwa über den neuen Hanomag-Prokuristen Martin Paul, in der Bücherei der Hanomag neu eingestellte Bücher sowie eine Mitteilung über das „[...] Wachsen von Roststäben.“